# Sydney Tower
Sydney Tower, aussi appelé Centrepoint, est une tour d'observation située dans la ville de Sydney, en Nouvelle-Galles du Sud, Australie.

## Description
Sydney Tower (aussi connue sous les noms d'AMP Tower, AMP Centrepoint Tower, Centrepoint Tower ou Centrepoint) est la plus haute structure autoportante de Sydney et la deuxième d'Australie (la Q1 Tower sur la Gold Coast étant la plus haute). C'est également la deuxième tour d'observation la plus haute de l'hémisphère sud (après la Sky Tower d'Auckland en Nouvelle-Zélande, bien que l'étage principal d'observation de la Tour de Sydney soit près de 50 m plus haut que celui de la "Sky Tower" d'Auckland). La Tour de Sydney est membre de la Fédération Mondiale des Grandes Tours, et est aussi placée depuis 2014 au patrimoine de l'Unesco.

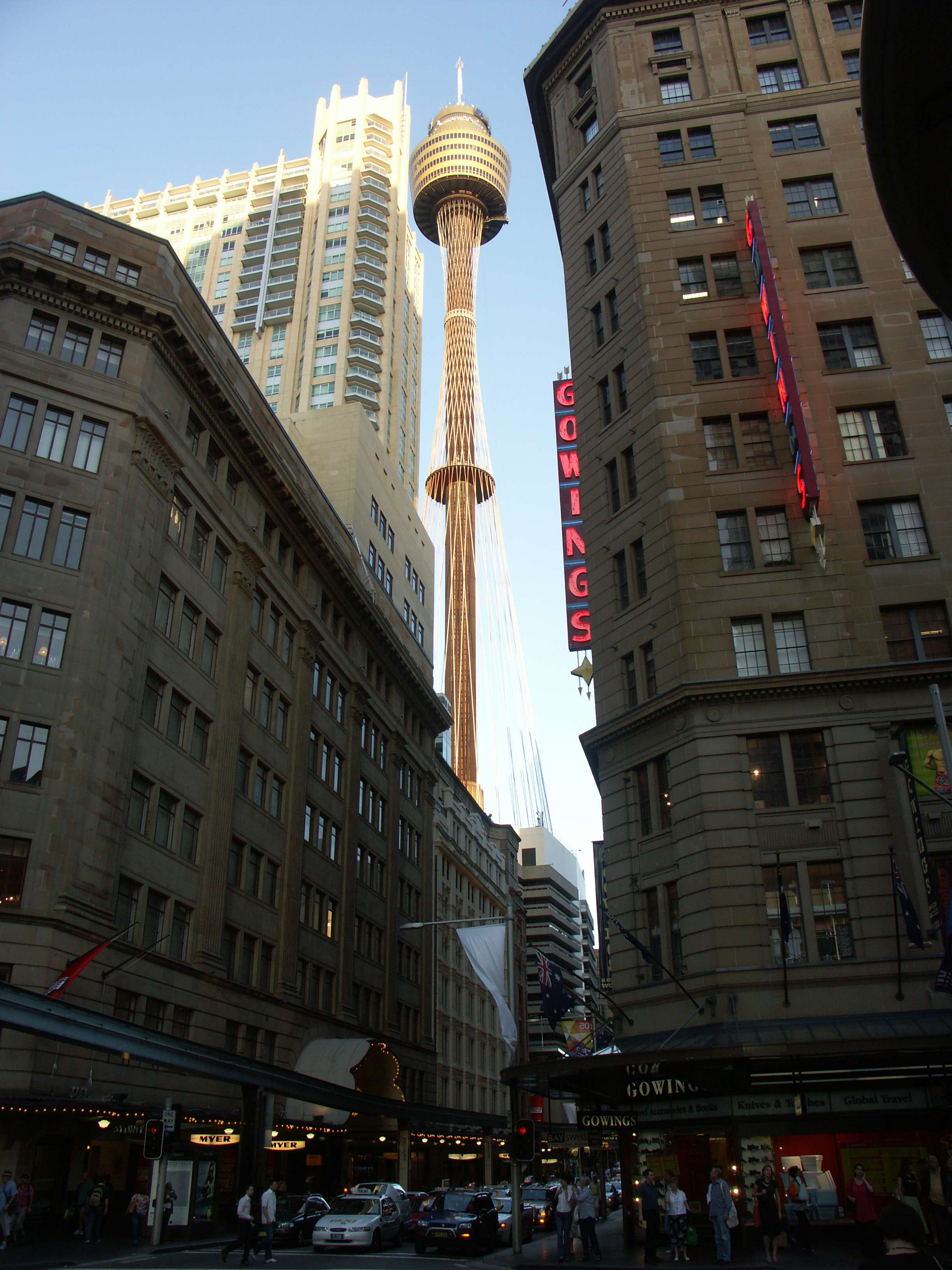
Vue depuis la ville

D'un coût de A$36 millions de A$, la tour haute de 309 m (1013,78 pieds), est située au 100, rue Market, entre les rues Pitt et Castlereagh. Elle est accessible depuis le Pitt Street Mall et surplombe Centrepoint (nom qui sert souvent à désigner la tour), un centre de bureaux et commercial. La tour est ouverte au public et est l'une des attractions touristiques les plus importantes de la ville, étant visible de presque toute la ville et des quartiers adjacents.
Tant que AMP a géré le centre commercial de Centrepoint, la tour a été officiellement dénommée "AMP Tower". Après que le Groupe Westfield en a pris le contrôle en décembre 2001, le nom de la tour est devenu "Sydney Tower". Les habitants de Sydney font presque toujours référence à elle par "Centrepoint Tower".
Le 17 décembre 2010, Merlin Entertainments annonce avoir racheté à l'australien Village Roadshow sa division parcs de loisirs pour 115 millions de $ qui comprend: Sydney Aquarium, Sydney Wildlife World, Oceanworld Manly, Sydney Tower Observation Deck and Sky Walk, Hamilton Island Wildlife Park dans le Queensland, ainsi que Kelly Tarlton's Antarctic Encounter and Underwater World à Auckland.

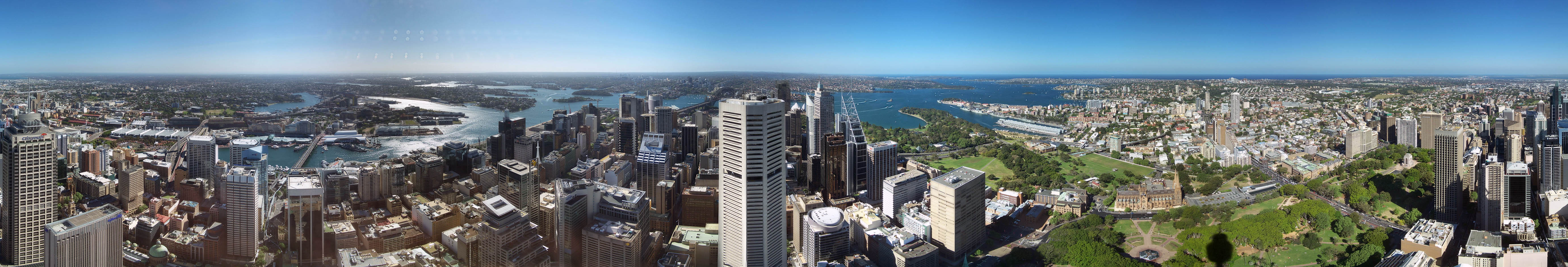
Panorama à 360° depuis le sommet de la tour